# 8-inch Gun M1
Die 8-inch-Gun M1 ist ein schweres Artilleriegeschütz, dessen Entwicklung für die US Army ursprünglich 1939 begann, doch erst 1942 während des Zweiten Weltkrieges abgeschlossen wurde. Es wurde ab 1942 eingeführt. Mit einer Reichweite von bis zu 32 km war es im Zweiten Weltkrieg das Geschütz der US Field Artillery mit der größten Reichweite.

## Entwicklung
In der Auswertung der Ereignisse des Ersten Weltkrieges und in der Planung einer künftigen Ausrüstung für die US Army empfahl das Westerfield Board bereits im Jahr 1919 die Entwicklung eines schweren Artilleriegeschütz im Kaliber 194mm bis 8-inch (203mm), welches ein 200-lbs-Geschoss (90,72 kg) über die Entfernung von 35.000 yards (32 km) verschießen konnte. Auch war bereits die Forderung formuliert worden, dass dieses Geschütz per Kraftzug auf der Straße beweglich sein sollte. Denn auch wenn die Marine über vergleichbare Geschütze verfügte, so stellte deren Eigengewicht im Jahr der Forderung 1919 eine immense Herausforderung für jegliche Konstruktion dar. Um die Empfehlung wissend, genossen in den Zeiten der Weltwirtschaftskrise und geringer finanzieller Mittel solche Projekte keine Priorität. Erst als sich Ende der 1930er Jahre abzeichnete, dass es wieder zu großen kriegerischen Auseinandersetzungen kommen würde, wurde 1939 ein Projekt begonnen, welches im Juni 1940 zu ernsthafterer Entwicklungsarbeit an einem 8-inch Geschütz führte. Es sollte eine Reichweite von 33.500 yards (30,6 km), für den Transport auf dem Schienenweg geeignet sein und vor allem bei einer Geschwindigkeit von bis zu 40 km/h in zwei Lasten von maximal 20 Tonnen auf der Straße transportiert werden können.
Die Kanone konnte das Geschoss der 8-inch-Küstengeschütze und der 8-inch-Geschütze der Kreuzer der US-Marine verschießen, somit war die Frage der Munition bereits in der Entwicklungsphase geklärt. Eine Lafettierung wurde durch die Entwicklung der 240-mm Howitzer M1 verfügbar. Doch waren einige Veränderungen erforderlich und erst im Januar 1942 konnte das Geschütz eingeführt werden.
Ein zentrales Problem, welches während der Entwicklung beobachtet wurde, war der starke Verschleiß des Rohres und eine verhältnismäßig geringe Präzision beim Schuss. Das beauftragte Team sah jedoch keine Möglichkeit für diese beiden Kritikpunkte innerhalb kürzerer Zeit durch weitere Entwicklungsarbeit eine Lösung anzubieten. Ausgehend davon, dass die amerikanische Artillerietruppe beim Angriff auf die „Festung Europa“ aktuell jedoch einen erheblichen Bedarf an einem solchen weitreichenden und schweren Geschütz hatte, wurde die Waffe trotz dieser beiden Schwachpunkte als 8-inch-Gun M1 im Jahr 1942 eingeführt.

## Produktion
Von 1942 bis 1945 wurde die für amerikanische Verhältnisse geringe Stückzahl von 139 Geschütze gefertigt. Hierbei wurden die Rohre vom Watervliet Arsenal gefertigt. Die Oberlafette mit Rohrbremse und Rohrvorholer fertigte die Hannifin Manufacturing. Die Teile der Unterlafette waren auf mehrere Firmen verteilt. Dies waren das Watertown Arsenal, Bucyrus-Erie und die S. Morgan Smith Company.

## Galerie

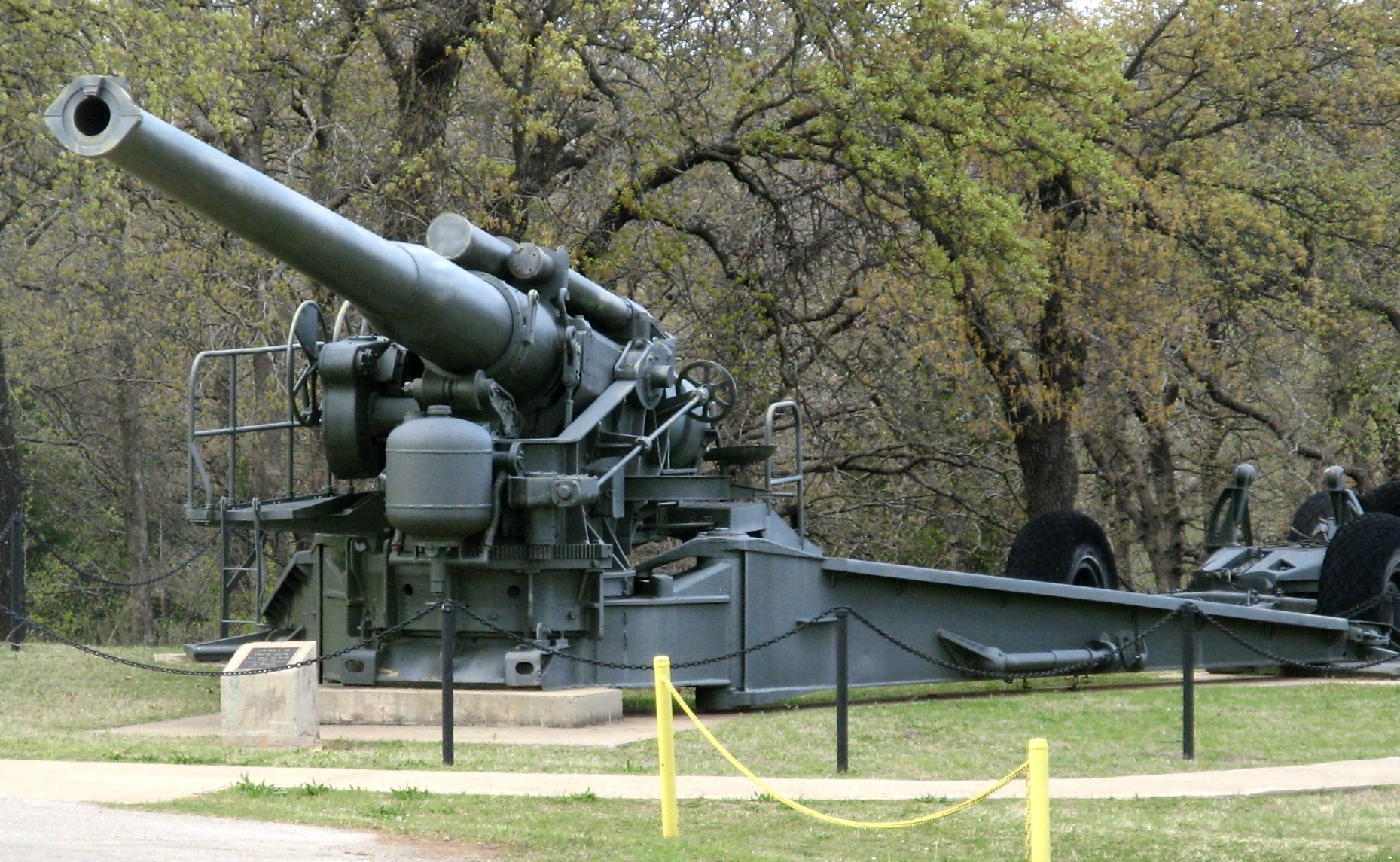
45th Infantry Division Museum in Oklahoma
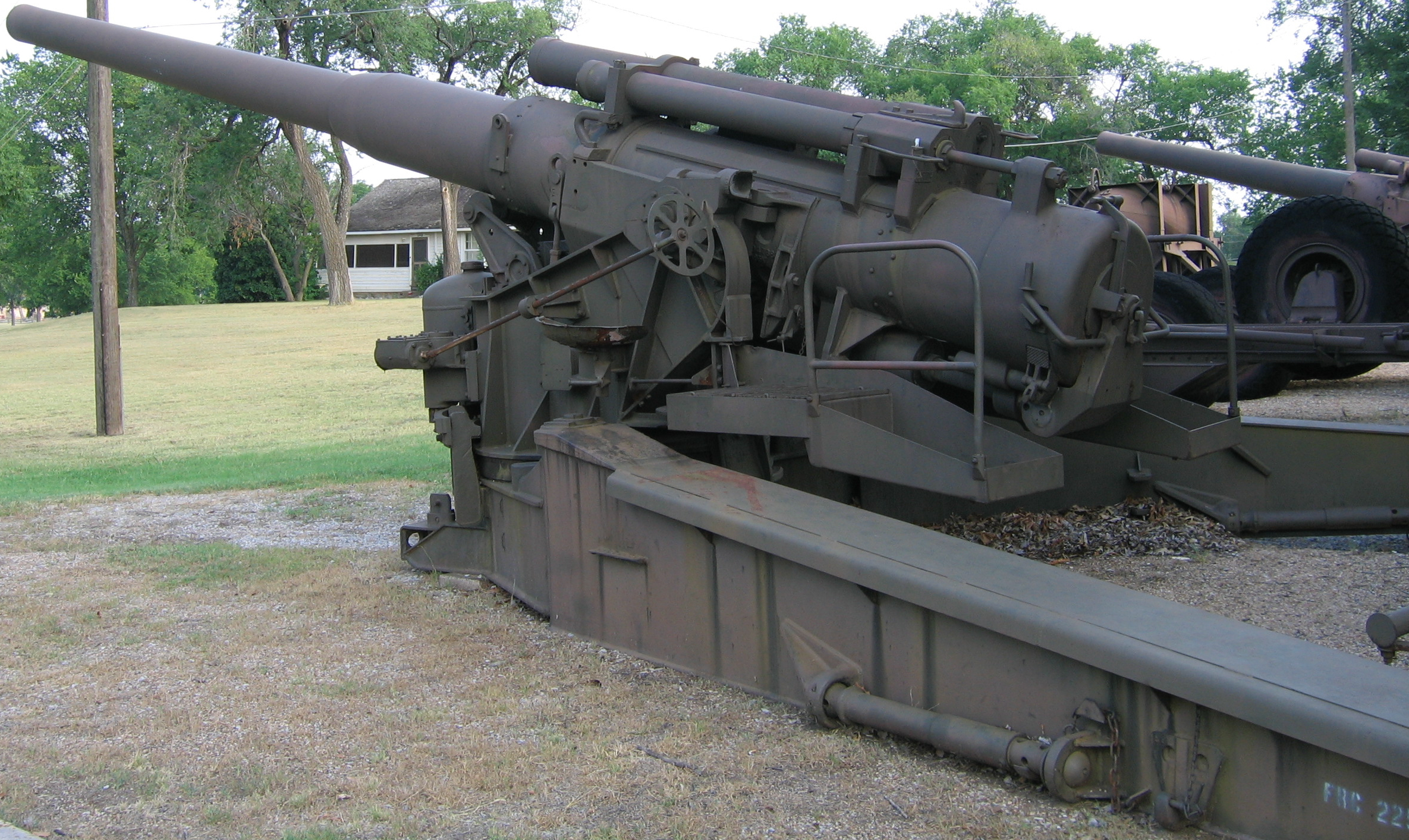
Seitenansicht des Geschützes in Fort Sill von hinten link
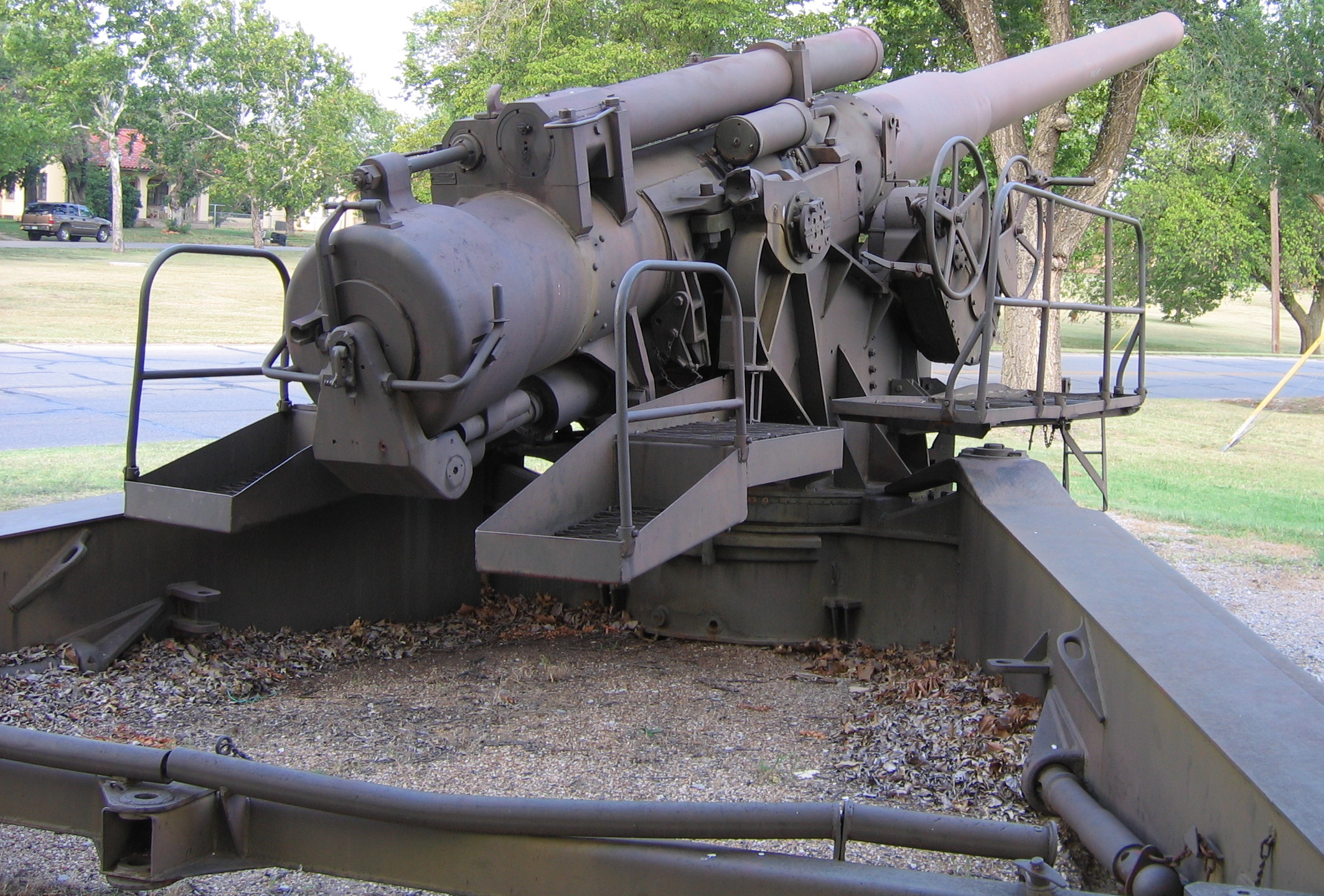
Seitenansicht des Geschützes in Fort Sill von hinten rechts
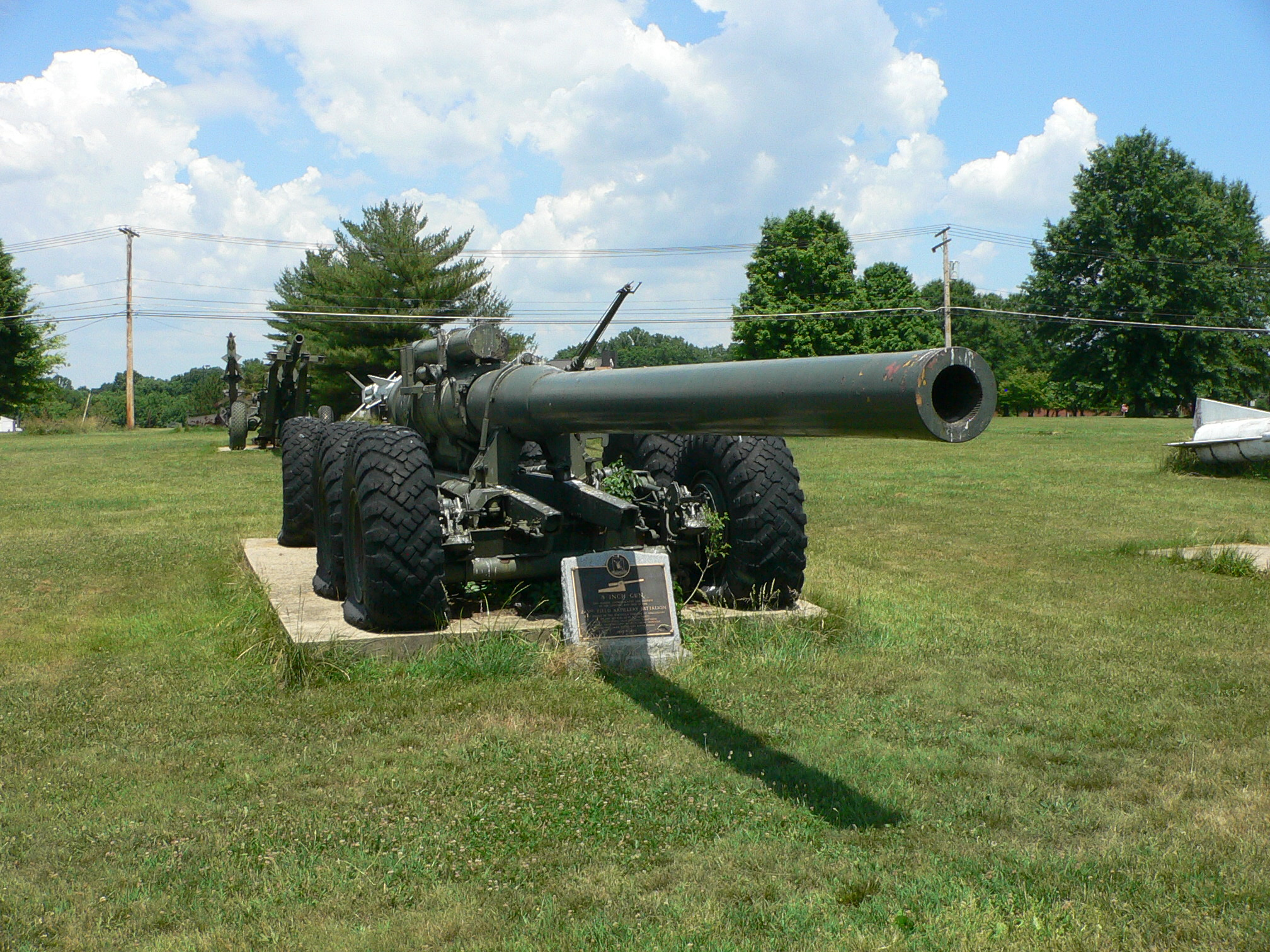
Aberdeen Proving Ground – Rohrwagen für den Kraftzug
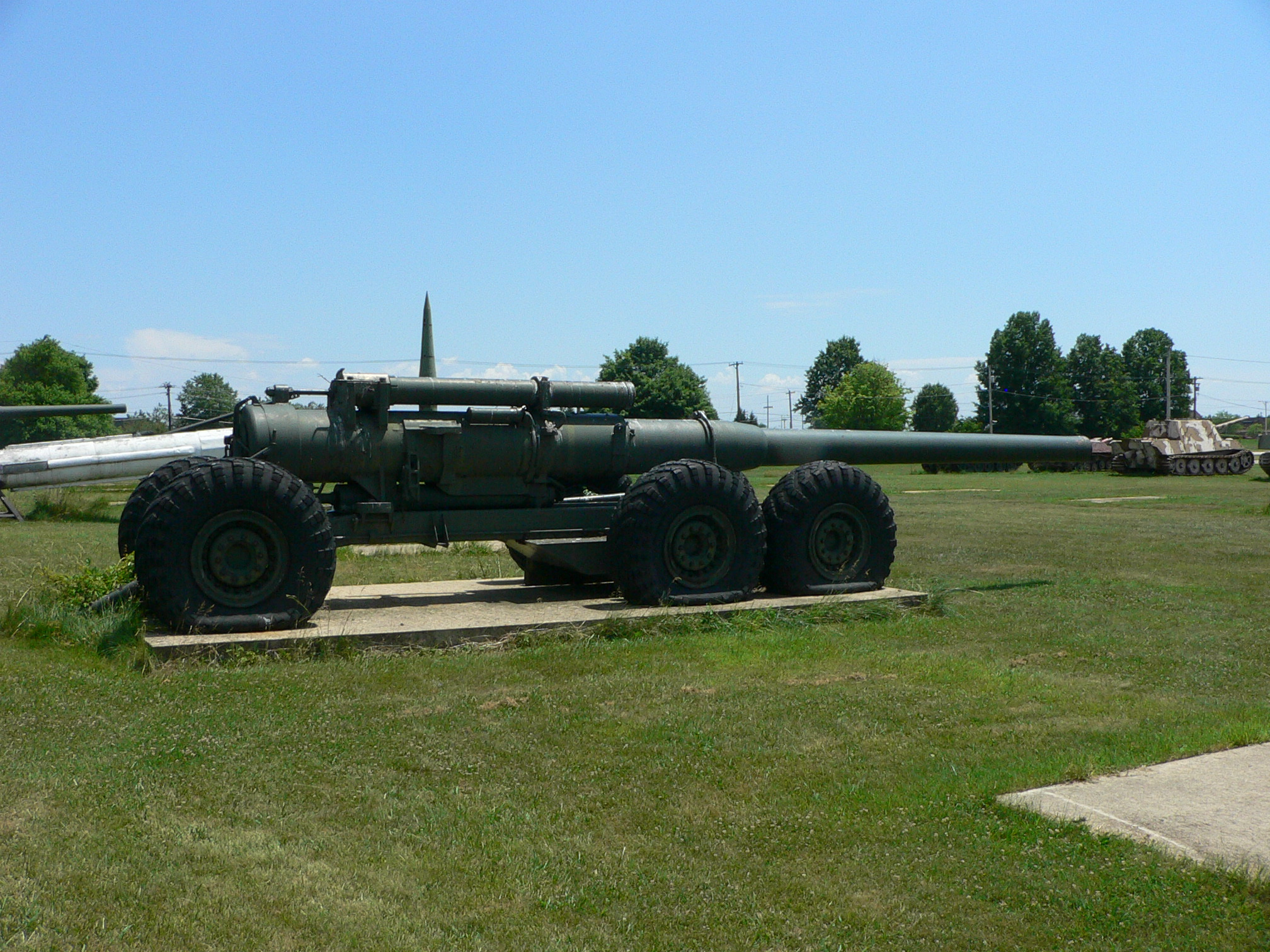
Aberdeen Proving Ground – Rohrwagen für den Kraftzug

## Einsatz
Für die schweren 8-inch-Gun M1 wurden bei der US Army acht eigenständige Artilleriebataillone aufgestellt. Jede dieser Einheiten bestand aus sechs Geschützen und war dabei in drei Batterien zu zwei Geschützen eingeteilt. Diese waren die Field Artillery Battalions 153rd, 243rd, 256th, 268th und 575th in Europa beziehungsweise Italien, sowie die 570th, 573rd und 780th auf dem pazifischen Kriegsschauplatz.
Der erste Einsatz des Geschützes erfolgte durch die B Batterie des 575th Field Artillery Battalion (FAB) als Unterstützung des 698th Field Artillery Battalion aus dem Landungsbereich bei Anzio in Italien heraus. Die A Batterie des 575th FAB kam mit dem 697th FAB an der Cassino-Front zum Einsatz und sollte dort mit ihrer großen Reichweite die ebenfalls weit reichenden deutschen 17-cm-Kanonen bekämpfen. Etwa im September 1944 wurden die schweren 8-inch-Geschütze der 575th FAB von Italien nach Nordfrankreich verlegt.
In der Normandie folgte der Einsatz dieser Geschütze gegen befestigte deutsche Stellungen und es kam wiederum zu Artillerieduellen mit weitreichenden deutschen Geschützen. Für den Angriff und die Belagerung von St. Malo in Frankreich wurden zwei der Bataillone eingesetzt. Die 8-inch-Kanonen zerstörten dabei mit direkten Treffern Teile der mittelalterlichen Zitadelle.
Der Angriff auf den deutschen Westwall Ende des Jahres 1944, der in englischsprachigen Quellen als Siegfried Line Campaign bezeichnet wird, war der nächste größere Einsatz für die schweren Geschütze. An der Rurfront gelang es den Geschützen trotz der geringen Präzision angeleitet durch Beobachter in Flugzeugen zwei der Brücken über den Fluss zu zerstören.
Weitere größere Einsätze sind nicht bekannt geworden, da die schnellen Truppenbewegungen einen Einsatz der schweren Geschütze mit den langen Zeiten für das Erstellen einer Stellung verhinderte. Konsequenterweise wurden die Bataillone bei Kriegsende deaktiviert und die Kanonen wurden eingelagert. Nach Jahren in den Depots erfolgte die endgültige Außerdienststellung und Verschrottung.
Siebzehn der Geschütze sind an Großbritannien abgegeben worden.

## Varianten

### Nachkriegsausführung
Angesichts der massiven Arbeiten, die für die Geschützbettung erforderlich waren, und dem damit verbundenen Zeitaufwand, wünschte sich die Artillerietruppe einen vergrößerten Seitenrichtbereich. Dieser konnte erst durch Änderungen an der Lafettierung nach dem Zweiten Weltkrieg erreicht werden. Die modernisierte Variante des Geschützes verfügte nun über einen geringfügig verbesserten Seitenrichtbereich von 40°.

### 8-inch-Gun Motor Carriage T93
Wie bei den meisten schweren Geschützen bemühte sich das Ordnance Department eine Selbstfahrlafetten-Lösung mit diesem Geschütz zu entwickeln. Wie auch die 240-mm-Howitzer M1 nutzte man hierzu das Fahrgestell des schweren Panzer T26 E3. Der experimentelle Prototyp hatte ein verlängertes Laufwerk mit einer zusätzlichen Laufrolle.
Das Entwicklungsprojekt war bei Kriegsende noch nicht abgeschlossen und wurde später nicht mehr weiterverfolgt.
Der Prototyp der Gun Motor Carriage T93 ist nicht erhalten geblieben.

## Museale Rezeption
- 45th Infantry Division Museum in Oklahoma City, Oklahoma
- US Army Artillery Museum Fort Sill, Oklahoma
- US Army Ordnance Museum Fort Lee, Virginia